# HD83181
HD83181 — хімічно пекулярна зоря спектрального класу A0, що має видиму зоряну величину в смузі V приблизно  9,5.
Вона  розташована на відстані близько 2528,3 світлових років від Сонця.

## Пекулярний хімічний склад
Зоряна атмосфера HD83181 має підвищений вміст 
Cr
.